# コハクガイ
コハクガイ（琥珀貝）、学名 Zonitoides arboreus (Say, 1817)は、有肺類コハクガイ科に分類されるカタツムリの一種で、直径約5 mmの貝殻をもつ小型のカタツムリである。北米原産の外来種で1960年頃日本に帰化し、全国のヒトが住む平地部に生息するようになった。 

## 形態
貝殻はやや平たい渦巻きで、半透明のコハク色。暗灰色の軟体部が透けるため黒褐色に見える。軟体部は頭や背は灰色で、足は明るい褐色。殻の中に胃腸、肝膵臓、卵精や肺が収まり、食道・胃・腸は細長い。足に生殖腺があり、比較的厚く帯状にねじれた卵管に、卵精巣につながる細長い管や、受精嚢につながる細長い管が付く。開口部近くに陰茎嚢と恋矢嚢をもつ。

## 生態
ヒトの居住域で見られ、野菜や花卉を食べる。雌雄同体で、交尾するときは片方がオス、他方がメスの役割をする。

## 分布
北米原産で主に欧米に広く生息していたが、1960年以後日本中で見られるようになった。湿度があれば比較的寒冷でも温暖でも生息でき、ヒトが住む平地部に広く生息する。